# Теорема Дворецкого — Роджерса
Теорема Дворецкого — Роджерса — утверждение функционального анализа: совокупность абсолютно сходящихся рядов совпадает с совокупностью безусловно сходящихся рядов в банаховом пространстве тогда и только тогда, когда это банахово пространство конечномерно.
Установлена Арье Дворецким и Клодом Роджерсом в 1950 году.